# Aleix Caront
Aleix Caront (grec: Ἀλέξιος Χάρων, Aléxios Khàron, fl. a principis del segle xi) fou un funcionari romà d'Orient al sud d'Itàlia i avi matern de l'emperador Aleix I Comnè (r. 1081-1118), fundador de la dinastia dels Comnens.
Se sap molt poca cosa sobre la seva vida. L'únic que en fa esment és Nicèfor Brienni el Jove, marit de la seva besneta, Anna Comnena. Segons Brienni, Aleix hauria rebut el sobrenom de «Caront» (en referència al barquer de l'inframón en la mitologia grega), però consta que aquest nom també es feia servir com a cognom.
Pel que fa a la carrera d'Aleix, Brienni tan sols relata que «gestionà els assumptes de l'emperador» a les províncies romanes d'Orient del sud d'Itàlia (Catepanat d'Itàlia) en algun punt de la primera meitat del segle xi. Es desconeix en quina capacitat exercia aquestes funcions. S'ha suggerit que podria haver estat catepà (governador) d'Itàlia, però el seu nom no apareix en cap altra font. Segons Vera von Falkenhausen, historiadora de la Itàlia romana d'Orient, Caront podria ser la mateixa persona que Aleix Xífies, que fou catepà el 1006-1007. Tanmateix, Xífies morí el 1007, mentre que la filla de Caront (i mare de l'emperador Aleix I Comnè), Anna Dalassena, no nasqué fins a la tercera dècada del segle xi.